# (9764) Morgenstern
(9764) Morgenstern ist ein Asteroid des inneren Hauptgürtels, der am 30. Oktober 1991 vom deutschen Astronomen Freimut Börngen an der Thüringer Landessternwarte Tautenburg (IAU-Code 033) im Tautenburger Wald in Thüringen entdeckt wurde.
Der Himmelskörper wurde am 8. Dezember 1998 nach dem deutschen Dichter, Schriftsteller und Übersetzer Christian Morgenstern (1871–1914) benannt, der durch seine komische Lyrik besondere Bekanntheit erreichte.